# Südafrikanische Cricket-Nationalmannschaft in Indien in der Saison 2015/16
Die Spielserie der südafrikanischen Cricket-Nationalmannschaft in Indien in der Saison 2015/16 fand vom 2. Oktober bis zum 7. Dezember 2015 statt. Die internationale Cricket-Tour war Teil der Internationalen Cricket-Saison 2015/16 und umfasste vier Test Matches, fünf ODIs und drei Twenty20s. Südafrika gewann die ODI-Serie 3–2 und die Twenty20-Serie mit 2–0, während Indien die Test-Serie mit 3–0 für sich entscheiden konnte.

## Stadien
Die folgenden Stadien wurden für die Tour als Austragungsort vorgesehen und am 27. Juli 2015 bekanntgegeben.
| Stadion    | Stadt                                        | Kapazität | Spiele  |
| ---------- | -------------------------------------------- | --------- | ------- |
| Bangalore  | M. Chinnaswamy Stadium                       | 42.000    | 2. Test |
| Chennai    | M. A. Chidambaram Stadium                    | 46.000    | 4. ODI  |
| Cuttack    | Barabati Stadium                             | 45.000    | 2. T20  |
| Dharamsala | Himachal Pradesh Cricket Association Stadium | 23.000    | 1. T20  |
| Indore     | Holkar Stadium                               | 30.000    | 2. ODI  |
| Kanpur     | Green Park Stadium                           | 33.000    | 1. ODI  |
| Kolkata    | Eden Gardens                                 | 82.000    | 3. T20  |
| Mumbai     | Wankhede Stadium                             | 33.000    | 5. ODI  |
| Mohali     | Punjab Cricket Association Stadium           | 35.000    | 1. Test |
| Nagpur     | Vidarbha Cricket Association Stadium         | 45.000    | 3. Test |
| Neu-Delhi  | Feroz Shah Kotla                             | 48.000    | 4. Test |
| Rajkot     | Saurashtra Cricket Association Stadium       | 28.000    | 3. ODI  |

## Kaderlisten
Südafrika benannte seine Kader am 15. September 2015. Indien benannte seine limited-overs-Kader am 20. September 2015, wie seinen Testkader.
| Test | Test | ODI | ODI | Twenty20 | Twenty20 |
| Indien | Südafrika | Indien | Südafrika | Indien | Südafrika |
| --- | --- | --- | --- | --- | --- |
| - Virat Kohli (K) - Varun Aaron - Ravichandran Ashwin - Stuart Binny - Shikhar Dhawan - Ravindra Jadeja - Bhuvneshwar Kumar - Amit Mishra - Cheteshwar Pujara - Ajinkya Rahane - KL Rahul - Wriddhiman Saha - Ishant Sharma - Rohit Sharma - Murali Vijay - Umesh Yadav | - Hashim Amla (K) - Kyle Abbott - Marchant de Lange - AB de Villiers - Temba Bavuma - JP Duminy - Faf du Plessis - Dean Elgar - Simon Harmer - Morne Morkel - Vernon Philander - Dane Piedt - Kagiso Rabada - Dale Steyn - Imran Tahir - Stiaan van Zyl - Dane Vilas | - MS Dhoni (K) - Sreenath Aravind - Ravichandran Ashwin - Stuart Binny - Shikhar Dhawan - Virat Kohli - Bhuvneshwar Kumar - Amit Mishra - Axar Patel - Ajinkya Rahane - Suresh Raina - Ambati Rayudu - Mohit Sharma - Rohit Sharma - Gurkeerat Singh - Umesh Yadav - Harbhajan Singh | - AB de Villiers (K) - Kyle Abbott - Hashim Amla - Farhaan Behardien - Quinton de Kock (wk) - JP Duminy - Dean Elgar - Faf du Plessis - David Miller - Morne Morkel - Chris Morris - Aaron Phangiso - Kagiso Rabada - Rilee Rossouw - Dale Steyn - Imran Tahir - Khaya Zondo | - MS Dhoni (K) - Sreenath Aravind - Ravichandran Ashwin - Stuart Binny - Shikhar Dhawan - Virat Kohli - Bhuvneshwar Kumar - Amit Mishra - Axar Patel - Ajinkya Rahane - Suresh Raina - Ambati Rayudu - Mohit Sharma - Rohit Sharma - Harbhajan Singh | - Faf du Plessis (K) - Kyle Abbott - Hashim Amla - Farhaan Behardien - Quinton de Kock (wk) - Marchant de Lange - AB de Villiers - JP Duminy - Eddie Leie - David Miller - Albie Morkel - Chris Morris - Kagiso Rabada - Imran Tahir - David Wiese - Khaya Zondo |

## Tour Matches
| 29. November Scorecard | Palam | South Africans 189-3 (20)     | – | India A 193-2 (19.4) |
|                        |       | India A gewinnt mit 8 Wickets |   |                      |

| 30. – 31. Oktober Scorecard | Mumbai | Indian Board President’s XI 296 (78.5) & 92-0 (30) | – | South Africans 302 (69.2) |
|                             |        | Remis                                              |   |                           |

## Twenty20 Internationals

### Erstes Twenty20 in Dharasalam
| 2. Oktober Scorecard | Dharamsala | Indien 199-5 (20)               | – | Südafrika 200-3 (19.4) |
|                      |            | Südafrika gewinnt mit 7 Wickets |   |                        |

### Zweites Twenty20 in Cuttack
| 5. Oktober Scorecard | Cuttack | Indien 92 (17.4)                | – | Südafrika 96-4 (17.1) |
|                      |         | Südafrika gewinnt mit 6 Wickets |   |                       |

Das Spiel musste auf Grund von Gegenstandswürfen der Zuschauer zwei Mal unterbrochen werden.

### Drittes Twenty20 in Kolkata
| 8. Oktober Scorecard | Kolkata | Indien    | – | Südafrika |
|                      |         | No Result |   |           |

Das Spiel konnte auf Grund eines nassen Außenfeldes nicht begonnen werden.

## One-Day Internationals

### Erstes ODI in Kanpur
| 11. Oktober Scorecard | Kanpur | Südafrika 303-5 (50)         | – | Indien 298-7 (50) |
|                       |        | Südafrika gewinnt mit 5 Runs |   |                   |

Die Spieler Südafrikas wurde auf Grund zu langsamer Spielweise mit Geldstrafen belegt. Des Weiteren wurde auch der indische Mannschaftsmanager Vinod Phadke mit einer Geldstrafe belegt.

### Zweites ODI in Indore
| 14. Oktober Scorecard | Indore | Indien 247-9 (50)          | – | Südafrika 225 (43.3) |
|                       |        | Indien gewinnt mit 22 Runs |   |                      |

### Drittes ODI in Rajkot
| 18. Oktober Scorecard | Rajkot | Südafrika 270-7 (50)          | – | Indien 252-6 (50) |
|                       |        | Südafrika gewinnt mit 18 Runs |   |                   |

### Viertes ODI in Chennai
| 22. Oktober Scorecard | Chennai | Indien 299-8 (50)          | – | Südafrika 264-9 (50) |
|                       |         | Indien gewinnt mit 35 Runs |   |                      |

### Fünftes ODI in Mumbai
| 25. Oktober Scorecard | Mumbai | Südafrika 438-4 (50)           | – | Indien 224 (35.5) |
|                       |        | Südafrika gewinnt mit 214 Runs |   |                   |

## Tests

### Erster Test in Mohali
| 5. – 9. November Scorecard | Mohali | Indien 201 (68) & 200 (75.3) | – | Südafrika 184 (68) & 109 (39.5) |
|                            |        | Indien gewinnt mit 108 Runs  |   |                                 |

### Zweiter Test in Bangalore
| 14. – 18. November Scorecard | Bangalore | Südafrika 214 (59) | – | Indien 80-0 (22) |
|                              |           | Remis              |   |                  |

Auf Grund von Regenfällen war das Spielen nur am ersten Tag möglich.

### Dritter Test in Nagpur
| 25. – 27. November Scorecard | Nagpur | Indien 215 (78.2) & 173 (46.3) | – | Südafrika 79 (33.1) & 185 (89.5) |
|                              |        | Indien gewinnt mit 124 Runs    |   |                                  |

### Vierter Test in Delhi
| 3. – 7. Dezember Scorecard | Neu-Delhi | Indien 334 (117.5) & 267-5d (100.1) | – | Südafrika 121 (49.3) & 143 (143.1) |
|                            |           | Indien gewinnt mit 337 Runs         |   |                                    |

## Statistiken
Die folgenden Cricketstatistiken wurden bei dieser Tour erzielt.
| Tests               | Tests      | Tests   | Tests   | Tests   | Tests   | Tests   | Tests   | Tests   |
| Batting             | Batting    | Batting | Batting | Batting | Batting | Batting | Batting | Batting |
| Spieler             | Mannschaft | Spiele  | Innings | Runs    | Average | HS      | 100s    | 50s     |
| ------------------- | ---------- | ------- | ------- | ------- | ------- | ------- | ------- | ------- |
| Ajinkya Rahane      | Indien     | 4       | 6       | 266     | 53,20   | 127     | 2       | 0       |
| AB de Villiers      | Südafrika  | 4       | 7       | 258     | 36,85   | 85      | 0       | 2       |
| Murali Vijay        | Indien     | 4       | 7       | 210     | 35,00   | 75      | 0       | 1       |
| Cheteshwar Pujara   | Indien     | 4       | 6       | 202     | 33,66   | 77      | 0       | 1       |
| Virat Kohli         | Indien     | 4       | 6       | 200     | 33,33   | 88      | 0       | 1       |
| Bowling             |            |         |         |         |         |         |         |         |
| Spieler             | Mannschaft | Spiele  | Overs   | Wickets | Average | BBI     | 5W      | 10W     |
| Ravichandran Ashwin | Indien     | 4       | 164.4   | 31      | 11,12   | 7/66    | 4       | 1       |
| Ravindra Jadeja     | Indien     | 4       | 140.5   | 23      | 10,82   | 5/21    | 2       | 0       |
| Imran Tahir         | Südafrika  | 4       | 95      | 14      | 21,35   | 5/38    | 1       | 0       |
| Simon Harmer        | Südafrika  | 2       | 83.2    | 10      | 25,40   | 4/61    | 0       | 0       |
| Morné Morkel        | Südafrika  | 3       | 78.1    | 9       | 20,66   | 3/19    | 0       | 0       |

| ODIs              | ODIs       | ODIs    | ODIs    | ODIs    | ODIs    | ODIs    | ODIs    | ODIs    |
| Batting           | Batting    | Batting | Batting | Batting | Batting | Batting | Batting | Batting |
| Spieler           | Mannschaft | Spiele  | Innings | Runs    | Average | HS      | 100s    | 50s     |
| ----------------- | ---------- | ------- | ------- | ------- | ------- | ------- | ------- | ------- |
| AB de Villiers    | Südafrika  | 5       | 5       | 358     | 89,50   | 119     | 3       | 0       |
| Faf du Plessis    | Südafrika  | 5       | 5       | 323     | 80,75   | 133*    | 1       | 3       |
| Quinton de Kock   | Südafrika  | 5       | 5       | 318     | 63,60   | 109     | 2       | 0       |
| Rohit Sharma      | Indien     | 5       | 5       | 255     | 51,00   | 150     | 1       | 1       |
| Ajinkya Rahane    | Indien     | 5       | 5       | 247     | 49,40   | 87      | 0       | 3       |
| Bowling           |            |         |         |         |         |         |         |         |
| Spieler           | Mannschaft | Spiele  | Overs   | Wickets | Average | BBI     | 5W      | 10W     |
| Kagiso Rabada     | Südafrika  | 5       | 47      | 10      | 24,10   | 4/41    | 0       | 0       |
| Dale Steyn        | Südafrika  | 5       | 47      | 10      | 26,70   | 3/38    | 0       | 0       |
| Morné Morkel      | Südafrika  | 3       | 30      | 7       | 18,85   | 4/39    | 0       | 0       |
| Imran Tahir       | Südafrika  | 5       | 46      | 7       | 36,85   | 2/42    | 0       | 0       |
| Bhuvneshwar Kumar | Indien     | 5       | 48.4    | 7       | 49,57   | 3/41    | 0       | 0       |

| Twenty20s           | Twenty20s  | Twenty20s | Twenty20s | Twenty20s | Twenty20s | Twenty20s | Twenty20s | Twenty20s |
| Batting             | Batting    | Batting   | Batting   | Batting   | Batting   | Batting   | Batting   | Batting   |
| Spieler             | Mannschaft | Spiele    | Innings   | Runs      | Average   | HS        | 100s      | 50s       |
| ------------------- | ---------- | --------- | --------- | --------- | --------- | --------- | --------- | --------- |
| Rohit Sharma        | Indien     | 2         | 2         | 128       | 64,00     | 106       | 1         | 0         |
| JP Duminy           | Südafrika  | 2         | 2         | 98        |           | 68*       | 0         | 1         |
| AB de Villiers      | Südafrika  | 2         | 2         | 70        | 35,00     | 51        | 0         | 1         |
| Virat Kohli         | Indien     | 2         | 2         | 44        | 22,00     | 43        | 0         | 0         |
| Farhaan Behardien   | Südafrika  | 2         | 2         | 43        | 43,00     | 32*       | 0         | 0         |
| Bowling             |            |           |           |           |           |           |           |           |
| Spieler             | Mannschaft | Spiele    | Overs     | Wickets   | Average   | BBI       | 5W        | 10W       |
| Ravichandran Ashwin | Indien     | 2         | 8         | 4         | 12,50     | 3/24      | 0         | 0         |
| Albie Morkel        | Südafrika  | 1         | 4         | 3         | 4,00      | 3/12      | 0         | 0         |
| Chris Morris        | Südafrika  | 2         | 6.2       | 3         | 20,66     | 2/16      | 0         | 0         |
| Kyle Abbott         | Südafrika  | 2         | 7         | 2         | 25,00     | 2/29      | 0         | 0         |
| Imran Tahir         | Südafrika  | 2         | 7         | 2         | 29,50     | 2/24      | 0         | 0         |

## Player of the Series
Als Player of the Series wurden die folgenden Spieler ausgezeichnet.
| Serie | Player of the Series |
| ----- | -------------------- |
| Test  | Ravichandran Ashwin  |
| ODI   | AB de Villiers       |
| T20   | JP Duminy            |

### Player of the Match
Als Player of the Match wurden die folgenden Spieler ausgezeichnet.
| Spiel   | Player of the Match |
| ------- | ------------------- |
| 1. T20  | JP Duminy           |
| 2. T20  | Albie Morkel        |
| 1. ODI  | AB de Villiers      |
| 2. ODI  | MS Dhoni            |
| 3. ODI  | Morné Morkel        |
| 4. ODI  | Virat Kohli         |
| 5. ODI  | Quinton de Kock     |
| 1. Test | Ravindra Jadeja     |
| 3. Test | Ravichandran Ashwin |
| 4. Test | Ajinkya Rahane      |

## Kontroverse
Während der Tour gab es nach dem 3. ODI in Mumbai Anti-pakistanische Proteste der politischen Regionalpartei Shiv Sena, in dessen Rahmen das örtliche Büro des indischen Verbandes gestürmt wurde. Ziel der Proteste war eine Absage der geplanten Tour Indiens gegen Pakistan im weiteren Verlaufe des Jahres. Als Konsequenz reiste der pakistanische Schiedsrichter Aleem Dar, der schon in den ersten drei ODIs im Einsatz war, vor seinen Einsätzen in den verbliebenen ODIs ab. Gleiches galt auch für die als Medienvertreter anwesenden ehemaligen pakistanischen Spieler Wasim Akram und Shoaib Akhtar.